# Alginate de calcium
L'alginate de calcium ou polymannuronate calcique, de formule (C6H7Ca1/2O6)n, est un additif alimentaire (E404) utilisé dans les boissons, constitué d'alginate et de calcium. Il s'agit d'une longue molécule synthétisée à partir de l'acide alginique, extrait d'algues brunes, constitué d'unités glucidiques formant une chaîne.